# 잠비아
잠비아 공화국(Republic of Zambia)은 아프리카에 있는 내륙국으로 수도는 루사카이다. 북쪽으로 콩고 민주 공화국, 북동쪽으로 탄자니아, 동쪽으로 말라위, 남쪽으로 모잠비크, 짐바브웨, 보츠와나, 나미비아, 서쪽으로 앙골라와 국경을 접한다.

## 역사
잠비아의 역사는 호모 사피엔스의 등장으로까지 거슬러 올라가며 10만년전부터 인간이 거주했다는 증거가 루사카(Lusaka) 북부지역인 카브웨(Kabwe)에서 발견되었다. AD 1000년경부터 시작하여 스와힐리-아랍 노예무역상들이 아프리카의 동부해안에 있는 도시국가에서부터 점차 잠비아 지역으로 스며들어 오게 된다.
잠비아 서부 바로첼란드의 지배적 부족 로지족(族)의 전승(傳承)에 의하면 그들의 조상(알루이족)은 룬다족 기타의 종족들과 함께 11세대 전의 조상인 신(神) 니얀베에게 이끌려 북서쪽에서 이동해와서 카푸에강 유역을 중심으로 현재의 앙골라 동부에서 보츠와나 북부에 걸친 바로체 왕국을 건설하였다고 한다. 1798년 포르투갈인이 처음으로 이 지방을 횡단하였으며, 알루이족은 1838년 북상해 온 코롤로족에게 정복당하였다.
1850년 이 지방을 탐험한 D.리빙스턴은 이 지방을 바로첼란드라고 불렀다. 알루이족은 그 후 1864년 코롤로족을 격파한 뒤 로지족이라 자칭하고 왕국을 마로지라고 칭하여 재흥(再興)하였다. 그 때 추장(국왕)인 레와니카는 S.로즈의 영국 남아프리카 회사와 협정을 맺고 광업권 등을 주었다. 영국 남아프리카 회사는 그 광대한 지배지역을 로즈에 연유하여 로디지아라 불렀으나 1911년 남·북로디지아의 통치를 분리, 북로디지아는 1953년에 영국 보호령이 되었다.
그 후 남로디지아(현재의 짐바브웨), 니아살랜드(현재의 말라위) 사이에 연방화(聯邦化)의 움직임이 일어나 1945년에 성립된 중앙 아프리카 심의회(審議會)를 거쳐 1953년 8월 로디지아 니아살랜드 연방이 성립하였다. 남·북 로디지아는 통화를 비롯하여 철도·항공사업·카리바댐 건설 등 많은 공동사업으로 결합을 굳혀 갔으나 케네스 카운다가 지도하는 ‘잠비아 아프리카민족회의(ZANC)’는 남로디지아의 백인정권을 위한 연방에 강력하게 반대하였다.
1959년 ZANC는 탄압에 의해 해산되었으나 그 대신 ‘통일민족독립당(UNIP)’이 성립되어, 그 범(汎)아프리카적 저항운동을 계속한 결과 1964년 말에 연방은 해체되고, 북로디지아는 1965년 1월 내정 자치권을 획득하였다. 영국 남아프리카 회사의 광업권을 북로디지아 정부에 이양하는 교섭을 거쳐 총리 카운다가 이끄는 통합민주독립당(UNIP) 정권은 1964년 10월 24일 잠비아 공화국이라는 이름으로 독립하였다.
독립과 더불어 케네스 카운다가 국민의회에서 초대 대통령에 취임하였다. 1972년 12월 제정된 신헌법에 의하여 통합민주독립당(UNIP) 이외의 정당이 금지되었기 때문에 ANC와 통일진보당(UPP)은 해산되고, 통합민주독립당(UNIP)의 일당제(一黨制) 국가가 되었다. 대통령 카운다는 1973년 12월의 대통령선거에서 3선되어 독재적 지도자로서의 지위를 확립하게 되었다. 정당을 해산당한 반대파 사람들도 그후 통합민주독립당에 대하여 협력할 것을 결정하였으나, ANC와 통일진보당(UPP)의 전(前) 당원들은 대통령 카운다에 대하여 비판적 언동을 하였으며, 카운다 체제는 안정되지 않았다. 이후 복합당민주운동(MMD) 당수인 프레더릭 칠루바가 1991년부터 대통령직을 연임하였으며 2001년 12월 27일에는 여당 후보인 레비 음와나와사(Levy Mwanawasa)가 대통령에 선출되었다. 2008년 8월 레비 음와나와사 대통령이 뇌졸중으로 사망하면서 당시 부통령이었던 루피아 반다(Rupiah Banda)가 대통령직을 대행하였으며, 같은 해 10월 선거에서 새 대통령으로 당선되었다

## 지리
아프리카 남부의 내륙국으로서 고평원이며 언덕과 산지대뿐만 아니라 강과 계곡도 많이 있다. 전체 면적으로는 세계에서 39번째로 큰 나라이며 미국 텍사스주보다 약간 큰 정도이다. 잠비아는 두 개의 퇴적 분지가 있다. 잠비아 전체의 3분의 2를 차지하는 잠베지 분지가 있으며 북쪽에는 콩고 분지가 있다.
잠베지 분지 내에는 주요 강이 다 흐르는데 카봄포강(Kabompo), 렁웨봉구강(Lungwebungu), 카푸에강(Kafue), 잠베지강이 있는데 서쪽으로 흘러서 남쪽으로 나미비아, 보츠와나, 짐바브웨로 흘러간다. 발원지가 잠비아인데 앙골라로 흘러가며 많은 지류 또한 앙골라 중앙지대로 흘러간다.
잠베지강의 가장 큰 두 지류인 카푸에와 루안과 강은 잠비아 안으로 전체가 흘러간다고 볼 수 있다. 카푸에 강은 짐바브웨와의 국경선 근처에서 합류하며 그 직전에 루안과 강은 모잠비크 근처에서 합류하여 모잠비크 해협으로 들어간다.
잠베지강은 빅토리아 폭포로 흘려가며 잠비아의 남서쪽으로 흘러가는데 일부는 카리바 호로 흘러가기도 한다. 잠베지강의 영역은 남쪽 경계를 짓는 분수계의 역할도 하며 그 부분의 폭이 넓고 깊다.

## 기후
열대기후이지만 고도에 따라 차이가 난다. 쾨펜의 기후 분류에 따르면 거의 국토 대부분이 습한 아열대 기후로 분류된다. 지역적으로 건조한 곳이 있기도 하며 반건조 스텝 기후가 남서쪽 지방에서 나타난다.
11월에서 4,5월까지는 우기이며 여름에 해당한다. 6월부터 10월 말까지가 겨울이다. 건기는 5,6월에서 8월까지 시원하고 건조하며 그 이후로는 뜨겁고 건조하다. 고도에 따라 조금씩 기후가 달라지기 때문에 일년 내내 무덥기보다는 서늘하기도 하다.

## 행정 구역

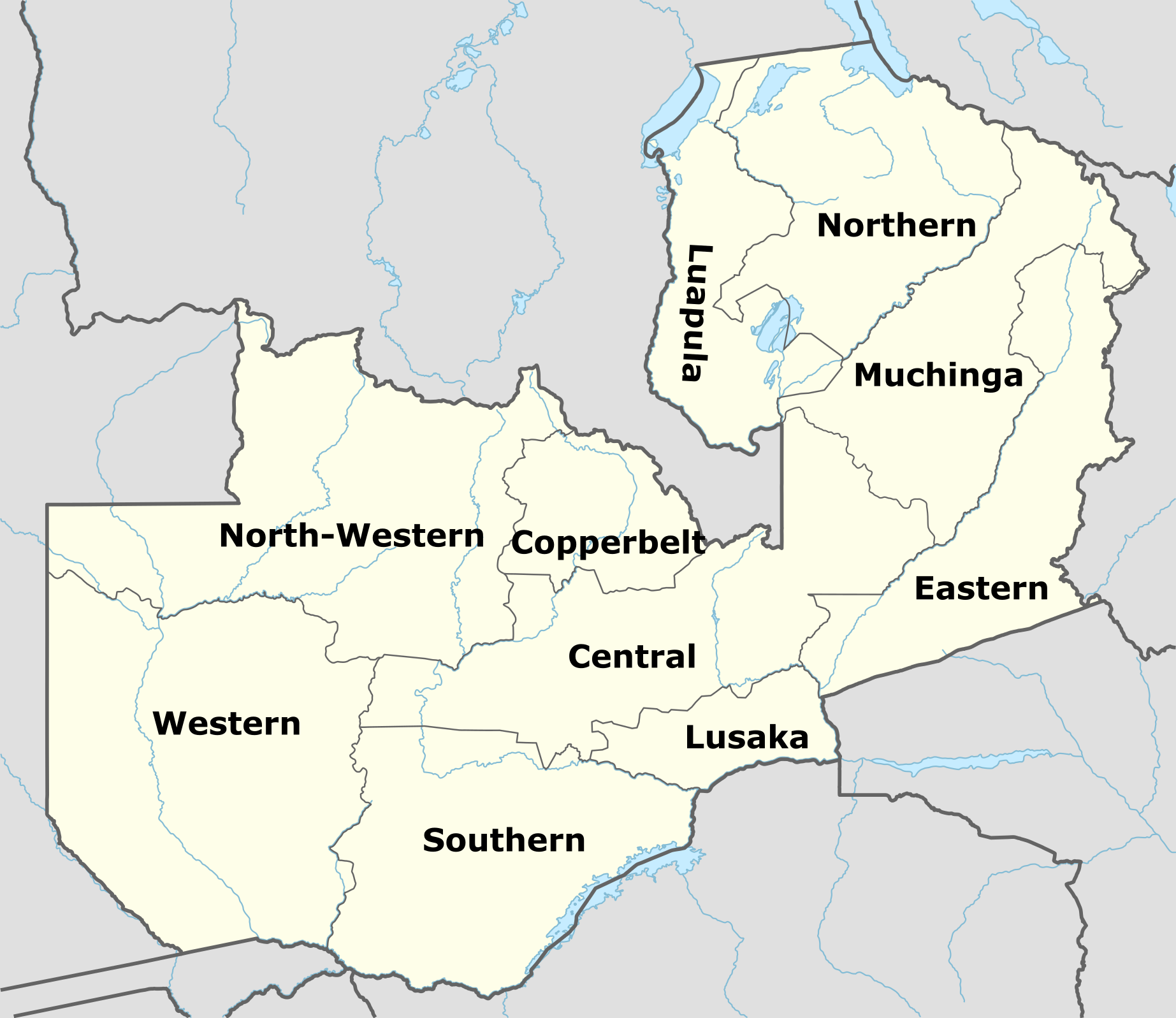
잠비아의 주

잠비아는 10개의 주로 구성되어 있다.
- 중부주
- 코퍼벨트주
- 동부주
- 루아풀라주
- 루사카주
- 무칭가주
- 북부주
- 북서부주
- 남부주
- 서부주

## 인구 및 주민
반투족 계열의 민족(통가족, 날자족 등)이 주를 이룬다. 그 밖의 민족은 유럽인 1%이다. 평균 수명은 세계에서 가장 낮은 쪽에 속하는 32세이다. 잠비아의 별명은 '죽음의 땅'이다.

## 언어
언어는 공용어가 영어(1991년 헌법)로 그 외에 각 민족의 언어(냔자어 등)이 사용된다.

## 여행 시기
큰 야생동물무리를 보고 싶다면 8월부터 10월까지가 여행하기가 가장 좋은 시기이지만 10월에 가까워지면 낮 동안의 기온이 섭씨 30도(화씨 80도)까지 떨어진다. 좀 더 시원한 계절에 좀 더 푸른 경치를 보고 싶다면 시원하고 건조한 5월부터 8월까지 여행하기 바란다. 많은 지역도로가 통과할 수 없는 진흙탕 강이 되고 대부분의 국립공원이 문을 닫으므로 우기인 11월부터 4월까지는 여행하여 고생하지 말기 바란다. 11월부터 12월까지가 새를 관찰하기에 가장 좋은 시기라는 말도 있지만 새는 일년 내내 언제든지 잘 볼 수 있다.

## 종교
종교는 기독교(주로 가톨릭) 비율이 반 이상이고, 그 외에 이슬람교, 힌두교, 전통 종교 등이 있다. 국민의 약 2/3가 기독교도이지만 대부분이 전통적인 애니미즘과 결합되어 있다.

## 문화
문학 중 가족역사에 관한 소재를 한 문학작품을 배출하였으며, 주민 대부분이 축구를 즐겨하는 편이다.
잠비아에는 약 35개의 다른 부족이 있으며 모든 부족이 고유의 언어를 사용하고 있다. 대부분의 부족과 언어가 북부와 중부의 벰바(Bemba), 남부의 통가(Tonga), 동부의 니얀자(Nyanja), 서부의 로지(Lozi)족에 포함되어 있다. 영어는 현재 국어로 널리, 심지어 먼 외지에서도 사용된다.
잠비아의 무수한 전통음악은 아주 리드미컬하며 대개 북, 휘파람, 손가락 피아노로 연주되며 거의 항상 춤과 같이 연주된다. 그러나 가장 대중적인 형태의 하나는 콩고 민주주의 공화국에서 들어온 룸바(rumba)이다. 포리지(오트밀에 우유또는 물을 넣어 만든 죽)는 잠비아의 주요음식으로 대개 옥수수(은시마(nshima))나 사탕수수로 만든다. 일반적으로 포리지가 담긴 공용단지에 오른손을 넣어 동글게 만든 후 고기나 야채소스에 담갔다가 먹는다. 생선은 현지 특별요리이기도 하다. 인기있는 담수어로는 브림(잉어과의 민물고기), 민물연어, 나일농어가 있다.

## 외교
비동맹 중립 노선을 표방하는 국가였지만 한때는 친공산주의적인 외교 노선도 펼쳤던 적이 있으며 이후에는 서방 국가들과도 긴밀한 관계를 이루고 있다.
대한관계
1969년 4월 조선민주주의인민공화국과 단독 수교하여 왔지만 대한민국은 1990년 9월 4일에는 수교하였다. 대한민국은 짐바브웨 주재 대한민국 대사관이 겸임하고 있다. 잠비아는 2014년 6월 23일 대한민국 주재 대사관을 개설하였다.

## 기아문제
잠비아의 기아문제는 매우 심각한 상태이다. 매년 아일랜드의 NGO인 컨선월드와이드(Concern Worldwide), 독일의 NGO인 세계기아원조(Welthungerhilfe) 그리고 미국의 연구기관인 국제식량정책연구소(IFPRI)가 협력하여 발표하는 세계기아지수(GHI)에 따르면 2016년 잠비아의 기아지수는 100점 만점 중 39.0점으로 가장 심각한 기아점수를 기록한 중앙아프리카공화국의 46.1점과 비교해봐도 큰 차이가 없다. 이는 조사 대상이었던 118개의 개발도상국 중 116위에 해당하는 수치로 상당한 기아수준을 보여준다고 할 수 있다.